# Østerøya
59°5′42.943″N 10°17′57.620″Ø / 59.09526194°N 10.29933889°Ø
Østerøya er en halvø i Sandefjord kommune i Vestfold fylke i Norge. Den afgrænses i vest af Mefjorden og i øst af Tønsbergfjorden. Sømærket Tønsberg tønne ligger yderst på halvøen.
På sydspidsen af halvøen ligger et turområde med bade- og fiskepladser. Her ligger også et fredet område. Dette er en «rødel-sumpskov» som er en sjælden og artsrig biotop. Her findes store mængder ramsløg, sværdlilje og orkideen tyndakset gøgeurt.

## Historie
Østerøya og nabohalvøen Vesterøya var tidligere ægte øer, så det i 800-tallet var muligt at sejle indenskærs mellem Sandefjord og Tønsbergfjorden. Øerne hed da Yxney og Veløy. Østerøya var befæstet under anden verdenskrig.

## Andet
Spillefilmen Hodet over vannet, instrueret af Nils Gaup, blev indspillet på sydspidsen af Østerøya.

## Strander
- Skjellvika
- Flautangen
- Nordre Trubervika
- Strandvika
- Ertsvika